# یادمان‌های سعدی
این فهرست به یادمان‌های سعدی می‌پردازد.

## جای‌ها
- ایستگاه متروی سعدی
- بنیاد سعدی
- خانه منسوب به سعدی
- دبیرستان سعدی
- سعدی (بستان‌آباد)
- سعدیه
- سینما سعدی
- سینما سعدی (شیراز)
- کوی سعدی (اهواز)
- مرکز سعدی‌شناسی

## مناسبت‌ها
- روز سعدی

## دیگر
- جایزه ادبی سعدی